# Округ Сан Огастин (Тексас)
Округ Сан Огастин (енгл. San Augustine County) је округ у америчкој савезној држави Тексас. По попису из 2010. године број становника је 8.865.

## Демографија
Према попису становништва из 2010. у округу је живело 8.865 становника, што је 81 (0,9%) становника мање него 2000. године.
| Група             | 2000.         | 2010.         |
| Белци             | 6.066 (67,8%) | 6.183 (69,7%) |
| Афроамериканци    | 2.500 (27,9%) | 2.016 (22,7%) |
| Азијати           | 18 (0,2%)     | 23 (0,3%)     |
| Хиспаноамериканци | 320 (3,6%)    | 532 (6,0%)    |
| Укупно            | 8.946         | 8.865         |